# Campeonato da Europa de Atletismo de 2018 - Salto em distância feminino

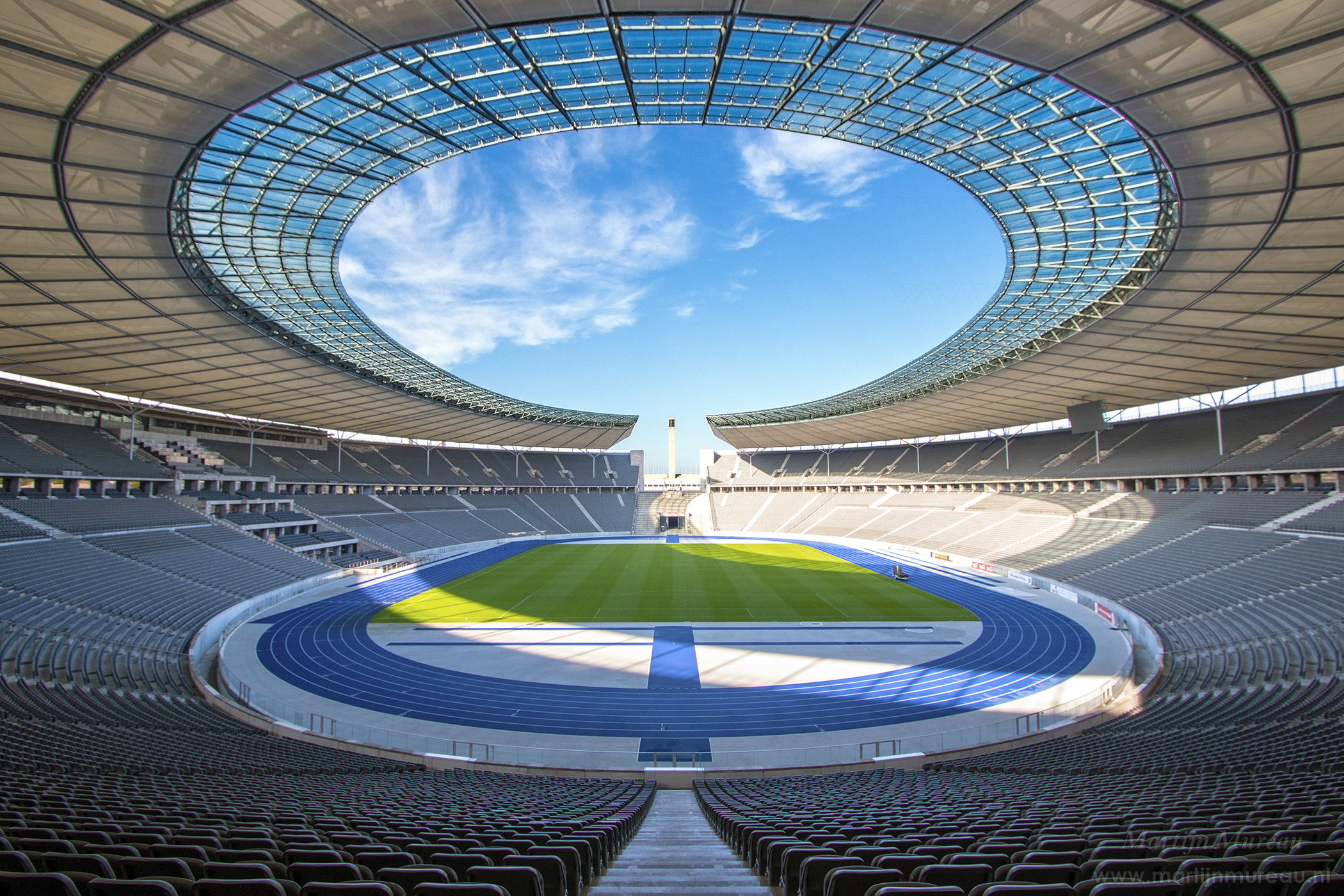
Imagem do Estádio Olímpico de Berlim, em Berlim, na Alemanha.

A prova do salto em distância feminino do Campeonato da Europa de Atletismo de 2018 foi disputada entre os dias  9 e 11 de agosto de 2018 no Estádio Olímpico de Berlim em Berlim,  na Alemanha. 

## Recordes
Antes desta competição, os recordes mundiais e do campeonato nesta prova eram os seguintes:
|                       | Nome               | Nacionalidade     | Distância | Local           | Data                 |
| --------------------- | ------------------ | ----------------- | --------- | --------------- | -------------------- |
| Recorde mundial       | Galina Chistyakova | União Soviética   | 7m 52cm   | São Petersburgo | 11 de junho de 1988  |
| Recorde do campeonato | Heike Drechsler    | Alemanha Oriental | 7m 30cm   | Split           | 28 de agosto de 1990 |
| Recorde europeu       | Galina Chistyakova | União Soviética   | 7m 52cm   | São Petersburgo | 11 de junho de 1988  |

## Medalhistas
| Ouro                  | Prata             | Bronze              |
| Malaika Mihambo (GER) | Maryna Bekh (UKR) | Shara Proctor (GBR) |

## Cronograma
Todos os horários são locais (UTC+2).
| Data         | Hora  | Evento       |
| ------------ | ----- | ------------ |
| 9 de agosto  | 10:30 | Qualificação |
| 11 de agosto | 20:05 | Final        |

## Resultados

### Qualificação
Qualificação: Desempenho de 6.67 m (Q) ou os 12 melhores qualificados (q). 
| Posição | Grupo | Atleta                      | Nacionalidade | #1   | #2   | #3   | Resultados | Notas                |
| ------- | ----- | --------------------------- | ------------- | ---- | ---- | ---- | ---------- | -------------------- |
| 1       | A     | Ivana Španović              | Sérvia        | x    | 6.56 | 6.84 | 6.84       | Q                    |
| 2       | A     | Shara Proctor               | Grã-Bretanha  | 6.22 | 6.49 | 6.75 | 6.75       | Q                    |
| 3       | B     | Malaika Mihambo             | Alemanha      | 6.71 |      |      | 6.71       | Q                    |
| 4       | B     | Lorraine Ugen               | Grã-Bretanha  | x    | 6.70 |      | 6.70       | Q                    |
| 5       | A     | Khaddi Sagnia               | Suécia        | x    | 6.69 |      | 6.69       | Q,                   |
| 6       | B     | Nastassia Mironchyk-Ivanova | Bielorrússia  | 6.60 | 6.68 |      | 6.68       | Q                    |
| 7       | B     | Juliet Itoya                | Espanha       | 6.65 | x    | 6.45 | 6.65       | q                    |
| 8       | B     | Maryna Bekh                 | Ucrânia       | 6.64 | x    | 6.63 | 6.64       | q, =                 |
| 9       | B     | Jazmin Sawyers              | Grã-Bretanha  | x    | 6.49 | 6.64 | 6.64       | q                    |
| 10      | A     | Ksenija Balta               | Estónia       | 6.54 | 6.63 | –    | 6.63       | q,=                  |
| 11      | A     | Nektaria Panagi             | Chipre        | 6.30 | x    | 6.62 | 6.62       | q                    |
| 12      | B     | Evelise Veigaj              | Portugal      | 6.61 | x    | x    | 6.61       | q,= NJ23R            |
| 13      | B     | Laura Strati                | Itália        | x    | 6.60 | 6.29 | 6.60       |                      |
| 14      | B     | Angela Moroșanu             | Roménia       | 6.13 | 6.55 | x    | 6.55       | Recorde da temporada |
| 15      | A     | Alina Rotaru                | Roménia       | x    | x    | 6.55 | 6.55       |                      |
| 15      | A     | Alexandra Wester            | Alemanha      | x    | 6.55 | x    | 6.55       |                      |
| 17      | B     | Sosthene Moguenara          | Alemanha      | x    | 6.54 | x    | 6.54       |                      |
| 18      | A     | Lauma Grīva                 | Letônia       | 6.47 | 6.46 | x    | 6.47       |                      |
| 19      | A     | Krystyna Hryshutyna         | Ucrânia       | x    | 6.31 | x    | 6.31       |                      |
| 20      | A     | Milena Mitkova              | Bulgária      | 6.25 | x    | 6.29 | 6.29       |                      |
| 21      | B     | Milica Gardašević           | Sérvia        | 6.26 | 6.00 | x    | 6.26       |                      |
| 22      | A     | Fátima Diame                | Espanha       | 6.24 | 6.20 | x    | 6.24       |                      |
| 23      | A     | Haido Alexouli              | Grécia        | x    | 6.11 | 6.21 | 6.21       |                      |
| 24      | B     | Karin Melis Mey             | Turquia       | 5.98 | x    | 6.18 | 6.18       |                      |
| 25      | B     | Florentina Costina Iusco    | Roménia       | x    | x    | 6.17 | 6.17       |                      |
| 26      | A     | Neja Filipič                | Eslovênia     | x    | x    | x    | NM         |                      |
| 26      | A     | Éloyse Lesueur              | França        | x    | x    | –    | NM         |                      |

### Final
| Posição           | Atleta                      | Nacionalidade | #1   | #2   | #3   | #4   | #5   | #6   | Resultados | Notas                |
| ----------------- | --------------------------- | ------------- | ---- | ---- | ---- | ---- | ---- | ---- | ---------- | -------------------- |
| Medalha de ouro   | Malaika Mihambo             | Alemanha      | 6.36 | 6.36 | 6.75 | 6.54 | x    | 6.73 | 6.75       |                      |
| Medalha de prata  | Maryna Bekh                 | Ucrânia       | 6.60 | 6.45 | 6.52 | x    | 6.67 | 6.73 | 6.73       | Recorde da temporada |
| Medalha de bronze | Shara Proctor               | Grã-Bretanha  | 6.58 | 6.44 | 6.51 | 6.69 | x    | 6.70 | 6.70       |                      |
| 4                 | Jazmin Sawyers              | Grã-Bretanha  | 6.40 | 5.10 | 6.53 | x    | 6.66 | 6.67 | 6.67       |                      |
| 5                 | Nastassia Mironchyk-Ivanova | Bielorrússia  | 6.42 | 6.47 | 6.58 | 6.53 | x    | x    | 6.58       |                      |
| 6                 | Ksenija Balta               | Estónia       | 6.49 | x    | 6.38 | x    | 6.30 | x    | 6.49       |                      |
| 7                 | Khaddi Sagnia               | Suécia        | 6.43 | 6.47 | x    | x    | x    | x    | 6.47       |                      |
| 8                 | Evelise Veigaj              | Portugal      | 6.47 | 6.39 | x    | 6.14 | 6.30 | x    | 6.47       |                      |
| 9                 | Lorraine Ugen               | Grã-Bretanha  | x    | 6.45 | x    |      |      |      | 6.45       |                      |
| 10                | Juliet Itoya                | Espanha       | 6.38 | x    | 6.34 |      |      |      | 6.38       |                      |
| 11                | Nektaria Panagi             | Chipre        | 6.10 | 6.10 | 6.29 |      |      |      | 6.29       |                      |
| 12                | Ivana Španović              | Sérvia        |      |      |      |      |      |      | DNS        |                      |

Legenda
| Recorde mundial       | Recorde mundial (World record)               |                       | Recorde africano                      | Recorde africano (African) |                                           | Q | Classificado por posição (Qualified) |
| Recorde do campeonato | Recorde do campeonato (Championship record)  | Recorde da América    | Recorde da América (Americas)         | q                          | Classificado por melhor tempo (Qualified) |   |                                      |
| Melhor marca do ano   | Melhor marca do ano (World leading)          | Recorde asiático      | Recorde asiático (Asian)              | DNS                        | Não largou (Did not start)                |   |                                      |
| Recorde nacional      | Recorde nacional (National record)           | Recorde europeu       | Recorde europeu (European)            | DNF                        | Não terminou (Did not finish)             |   |                                      |
| Recorde pessoal       | Recorde pessoal do atleta (Personal best)    | Recorde da Oceania    | Recorde da Oceania (Oceania)          | DSQ / DQ                   | Desclassificado (Disqualified)            |   |                                      |
| Recorde da temporada  | Recorde da temporada do atleta (Season best) | Recorde sul-americano | Recorde sul-americano (South America) | NM                         | Sem marca (No mark)                       |   |                                      |